# Paradiso - Canto undicesimo

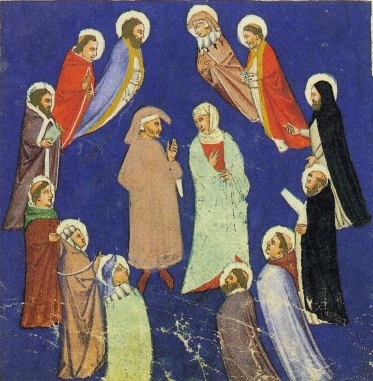
Dante fra gli Spiriti Sapienti

Il canto undicesimo del Paradiso di Dante Alighieri si svolge nel cielo del Sole, ove risiedono gli spiriti sapienti; siamo alla sera del 13 aprile 1300, o secondo altri commentatori, del 30 marzo 1300.
Questo canto è speculare al successivo, in quanto entrambi parlano di un ordine religioso lodandolo alle sue origini e lamentando la sua decadenza presente: qui è Tommaso d'Aquino, frate dell'ordine domenicano, che descrive prima la vita di Francesco d'Assisi fondatore dell'ordine francescano e poi la decadenza dell'ordine domenicano al quale è appartenuto: nel canto successivo avverrà l'opposto nelle parole di Bonaventura da Bagnoregio.

## Incipit

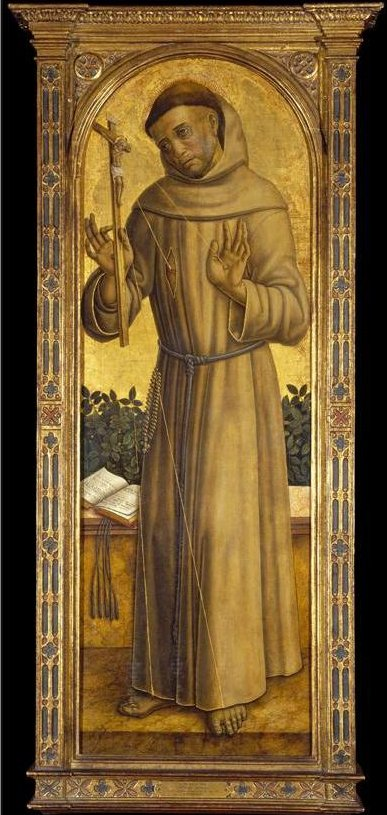
San Francesco d'Assisi

(Anonimo commentatore dantesco del XIV secolo)

## Temi e contenuti

### Le cure umane e le gioie celesti - vv. 1-12
Ripensando all'emozione indescrivibile provata nel cielo del Sole, Dante condanna coloro che si affannano per le cose terrene e caduche, dimenticandosi di pensare all'eterna gloria celeste, ma anche la Chiesa stessa. Sono infatti questi gli anni della cattività avignonese, momento caratterizzato da una forte corruzione all'interno degli ambienti ecclesiastici.

### Dubbi di Dante - vv. 13-42

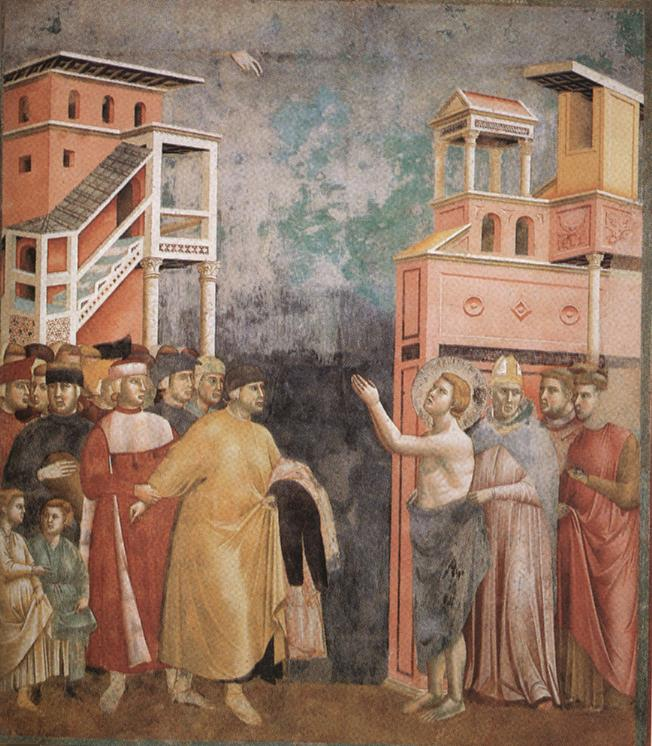
Giotto, Francesco rinuncia ai beni paterni. Assisi, Basilica superiore.

La corona dei beati spiriti, dopo aver compiuto nuovamente un giro di danza, si ferma.
San Tommaso, la cui luce risplende ancora di più, scorge in Dante due dubbi: il primo deriva dalla frase "... u' ben s'impingua, se non si vaneggia..." (canto X, v.96), mentre il secondo dubbio deriva dalla frase detta sempre da San Tommaso (“non surse il secondo...”). Egli spiega che Dio, per il bene della Chiesa, dispose due guide che la conducessero verso il bene, San Francesco e San Domenico, i fondatori dei due grandi ordini mendicanti del XIII secolo, allo scopo di contrastare la corruzione morale della Chiesa.

### Elogio di san Francesco - vv. 43-117
Dante qui loda, per bocca del domenicano Tommaso d'Aquino, san Francesco. Nel canto successivo invece loderà san Domenico per bocca del francescano Bonaventura.
San Tommaso espone dunque le virtù e l'opera di san Francesco.
Ricorda dapprima la rinuncia di Francesco ai beni terreni per abbracciare l'assoluta povertà e i suoi primi seguaci, tra cui Bernardo di Quintavalle. A Roma il frate ottiene l'approvazione dell'ordine prima da Innocenzo III e poi da Onorio III. Recatosi in Siria, cerca invano di diffondere in quelle terre il cristianesimo e, dopo aver fallito questo tentativo, torna in Italia. Qui, sul monte della Verna, riceve due anni prima della morte le sacre stigmate.

### Decadenza dell'ordine domenicano - vv. 118-139
Dopo aver ricordato la mirabile vita del santo di Assisi, Tommaso elogia anche San Domenico, giudicandolo degno successore di Francesco. I Domenicani del tempo di Dante, tuttavia, hanno perso lo spirito che animava il fondatore dell'ordine. Ecco il significato della frase su cui Dante era rimasto in dubbio: i domenicani sono come pecore che ingrassano (s'impingua) solo quando non si allontanano dalla regola del fondatore per cercare "pascoli" strani (si vaneggia).

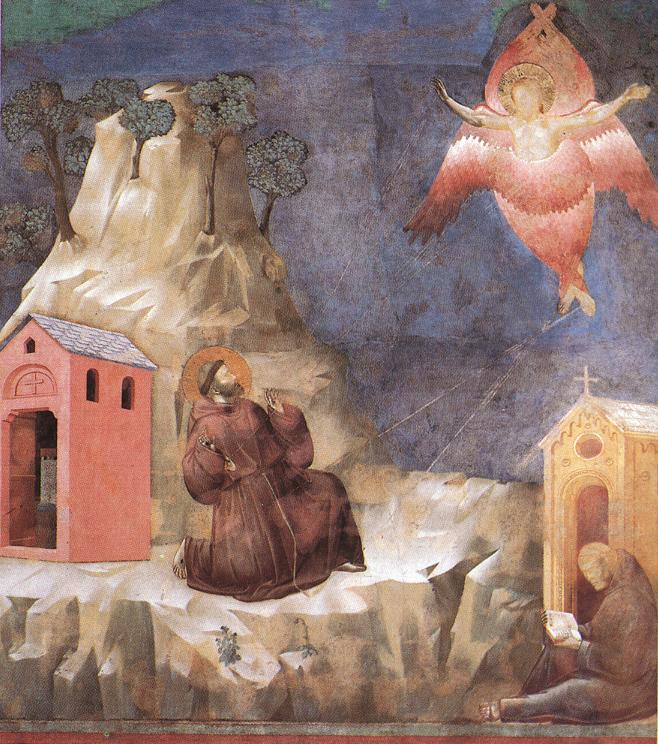
Giotto, San Francesco riceve le stimmate. Assisi, Basilica superiore.

## Analisi
Dopo un'introduzione nella quale Dante-auctor compiange la tendenza degli uomini ad occuparsi solo di attività terrene, per quanto non tutte di per sé negative, riprende il filo narrativo.
Tommaso riconosce nella mente di Dante due dubbi relativi alle frasi "u' ben s'impingua" e "non nacque 'l secondo" (canto X, v. 96 e 114) e si accinge alla spiegazione, affermando prima di tutto che sono necessarie due esposizioni distinte.

In questo canto egli affronta il primo dubbio, mentre tratterà il secondo nel canto XIII. Dal v. 28 si inizia dunque un'amplissima esposizione, estesa fino alla fine del canto. Il tema di fondo è l'intervento provvidenziale in favore della Chiesa, che tra il secolo XII e il XIII era in preda ad una forte crisi sia morale sia dottrinale. Alla volontà della Provvidenza Tommaso fa risalire la nascita di Francesco e Domenico, fondatori degli Ordini religiosi ispirati rispettivamente alla carità e alla sapienza. Uguale il loro compito, pari il loro valore, cosicché lodandone uno si esprime implicitamente anche la lode dell'altro. Quindi Tommaso, domenicano, delinea la vicenda spirituale e storica di Francesco. Solo verso la fine del canto (v.118) riprende il paragone tra i due santi e si sofferma sulla decadenza dell'ordine domenicano, per rispondere infine al primo dubbio di Dante.
I versi dal 43 al 117 sono dedicati all'elogio di San Francesco. Su questo santo nei decenni successivi alla sua morte (1226) era fiorita una ricca agiografia, assai diffusa anche a livello popolare (attestata per esempio dai Fioretti). Dante tuttavia sceglie di non utilizzare gli episodi famosi della predica agli uccelli, del lupo di Gubbio ammansito, distaccandosi dall'agiografia tradizionale, ma connota la figura del Santo con un lessico tipico della tradizione cavalleresca; la narrazione di Tommaso è invece costruita secondo un'analogia tra Francesco e Cristo e ripercorre solo i momenti salienti della vita del santo di Assisi. La scelta di Francesco che, giovanissimo, rifiutò i beni paterni, viene rappresentata come un'unione nuziale con la povertà, che era rimasta "privata del primo marito", ovvero vedova di Cristo. L'unione così sorprendente e ricca d'amore tra "questi amanti" suscitò in altri il desiderio di imitarli: nacque così il primo piccolo gruppo di frati, che ricevette un riconoscimento verbale dal papa Innocenzo III. Un secondo e più solenne riconoscimento sancì nel 1223 la costituzione dell'Ordine. Francesco in seguito cercò invano di convertire i musulmani d'Egitto; tornato in Italia, ricevette alla Verna l'"ultimo sigillo", ossia le stimmate, altro segno che lo collega a Cristo. Vicino alla morte, raccomandò ai suoi frati l'amore per la povertà ("la donna sua più cara", v. 113) e volle morire sulla nuda terra, ossia nel "grembo" della povertà stessa.
Risulta quindi elemento caratterizzante la personificazione della povertà, non a caso indicata con l'iniziale maiuscola (v.74). Sposa di Francesco, e, undici secoli prima, di Gesù Cristo, il quale peraltro si unì col suo sangue alla Chiesa (v.33). Il duplice richiamo nuziale conduce ad identificare nella povertà "il sigillo d'identità della Chiesa militante". Di conseguenza, l'abbandono in cui cadde la povertà, vedova di Cristo, significa che ben presto la Chiesa deviò dal proprio compito ideale allontanandosi dal modello delle origini. Anche nell'ordine francescano si riflette lo spirito mondano, come verrà spiegato nel canto successivo (vv. 115-120). Per Dante, Francesco rappresenta in modo eroico la lotta contro la cupidigia, causa prima della decadenza della Chiesa e di tutta l'umanità (Inferno - Canto primo, vv. 94-104). Viene lasciato in ombra un tratto determinante  come l'umiltà (accennata al v. 87 e al v. 111), per dare invece il massimo rilievo a caratteri appunto eroici (v.58-59, 88-92, 100).
La parte conclusiva del canto tira le fila dell'esposizione per arrivare a spiegare come mai nella "santa greggia" di Domenico (e di Tommaso) molti frati ("pecore"), invece di mantenersi fedeli alla regola del fondatore così da ricavarne frutti spirituali, seguono strade impervie ("diversi salti") e non ne ricavano nulla di buono (v. 129).

Il canto, oltre ad essere costruito sull'allegoria delle nozze con la Povertà, presenta un ricco tessuto di figure retoriche. Si possono notare, in particolare, le metafore che designano la Chiesa (vv. 31-33, vv. 119-120), l'ordine domenicano (vv. 122-123, vv. 124-132, v.137)

## Nella cultura di massa
Questo canto è stato messo in musica dal cantautore Angelo Branduardi nel suo album del 2000 chiamato L'infinitamente piccolo, dedicato alla figura di Francesco d'Assisi.